# Finale della UEFA Nations League 2018-2019
La finale della UEFA Nations League 2018-2019 si è disputata il 9 giugno 2019 allo stadio do Dragão di Porto. Essa è stata vinta dal Portogallo con il risultato di 1-0.

## Il cammino verso la finale

### Portogallo
Il Portogallo di Fernando Santos, campione d'Europa in carica, viene inserito nel Gruppo 3 insieme a Italia e Polonia. Nell'incontro d'esordio, i portoghesi battono l'Italia per 1-0 a Lisbona, prima di imporsi per 3-2 contro la Polonia a Chorzów. Il girone si chiude con due pareggi, quello esterno per 0-0 contro gli italiani e quello interno per 1-1 coi polacchi, che determinano il primo posto in classifica con 8 punti conquistati, derivanti appunto da due vittorie e due pari. In semifinale affrontano la Svizzera, battuta poi a Porto per 3-1 grazie alla tripletta di Cristiano Ronaldo. I lusitani agguantano così la finale dell'edizione inaugurale della Nations League, a distanza di tre anni dalla finale del campionato europeo 2016, vinta a discapito della Francia dopo i tempi supplementari.

### Paesi Bassi
I Paesi Bassi di Ronald Koeman vengono inseriti nel Gruppo 1 insieme a Francia e Germania. Nella partita di debutto, gli olandesi perdono per 2-1 a Saint-Denis contro la Francia, campione del mondo in carica, prima di imporsi per 3-0 ad Amsterdam a discapito della Germania. Il girone si completa con una vittoria in casa per 2-0 contro i francesi ed un pareggio in trasferta per 2-2 contro i tedeschi, che sanciscono il primo posto in classifica con 7 punti conquistati, a pari merito coi transalpini ma con una differenza reti favorevole, derivanti appunto da due vittorie, un pari e una sconfitta. In semifinale affrontano l'Inghilterra, sconfiggendola poi a Guimarães per 3-1 dopo i tempi supplementari. I neerlandesi raggiungono così l'atto conclusivo dell'edizione inaugurale della Nations League, a distanza di nove anni dalla disputa della finale del campionato mondiale 2010, persa contro la Spagna dopo i tempi supplementari.

### Tabella riassuntiva del percorso
Note: In ogni risultato sottostante, il punteggio della finalista è menzionato per primo. (C: Casa; T: Trasferta)
| Squadra    | Pt | G |
| ---------- | -- | - |
| Portogallo | 8  | 4 |
| Italia     | 5  | 4 |
| Polonia    | 2  | 4 |

| Squadra     | Pt | G |
| ----------- | -- | - |
| Paesi Bassi | 7  | 4 |
| Francia     | 7  | 4 |
| Germania    | 2  | 4 |

## Contesto
Allo stadio do Dragão di Porto va in scena la prima finale della UEFA Nations League, dove a contendersi il titolo sono i padroni di casa del Portogallo e i Paesi Bassi, questi ultimi rinati dopo le mancate qualificazioni al campionato europeo 2016 e al campionato mondiale 2018. L'allenatore dei portoghesi, Santos, schiera la squadra col 4-3-3: davanti al portiere Patrício, la linea difensiva a quattro è formata da Guerreiro e Semedo come terzini e da Fonte e Dias come difensori centrali. In mediana Carvalho è supportato da Pereira e Fernandes, mentre il tridente offensivo è composto da Bernardo Silva, Guedes e il capitano Cristiano Ronaldo. Il tecnico degli olandesi, Koeman, adotta il medesimo modulo degli avversari: davanti a Cillessen, la retroguardia a quattro è formata da Blind e Dumfries come terzini e dal capitano van Dijk e de Ligt come difensori centrali. In mediana de Jong è affiancato da Wijnaldum e de Roon, mentre il trio offensivo è composto da Bergwijn, Babel e Depay.

## La partita
Dopo quattro minuti è il Portogallo ad avere la prima potenziale occasione con Bernardo Silva, ma il suo tentativo di concludere a rete viene bloccato da van Dijk. I Paesi Bassi palesano difficoltà nel creare azioni offensive, tanto che i portoghesi pervengono al tiro per altre quattro volte, rispettivamente con Cristiano Ronaldo, la cui conclusione dal limite viene neutralizzata da Cillessen, e con Fernandes, il cui terzo tentativo da fuori area sfiora l'incrocio dei pali. Il primo tempo finisce dunque 0-0, con i lusitani che si rivelano più propositivi e dominanti.
La seconda frazione inizia sulla falsariga del primo, con i portoghesi che, difatti, passano in vantaggio al 60': Guerreiro premia l'incursione centrale di Bernardo Silva, che appoggia a sua volta per Guedes, il quale insacca in rete alle spalle di Cillessen con un potente destro a giro dal limite dell'area, firmando l'1-0 per i padroni di casa. Cinque minuti dopo, gli olandesi hanno il primo vero sussulto della partita con Depay che, dopo aver ricevuto un cross del subentrato van de Beek, colpisce di testa, trovando però l'ottima opposizione di Patrício. I neerlandesi provano ad alzare il ritmo, ma pervengono al tiro solamente negli ultimi minuti con de Roon, che dalla distanza non trova di poco lo specchio della porta. Il Portogallo vince di misura, aggiudicandosi quindi la prima edizione della Nations League.

## Tabellino
| Arbitro: | Alberto Undiano Mallenco |

|            |           |  |
| Guedes 60’ | Marcatori |  |

| Portogallo | Paesi Bassi |

| P               | 1  | Rui Patrício      |       |
| D               | 20 | Nélson Semedo     |       |
| D               | 4  | Rúben Dias        |       |
| D               | 6  | José Fonte        |       |
| D               | 5  | Raphaël Guerreiro |       |
| C               | 13 | Danilo Pereira    |       |
| C               | 14 | William Carvalho  | 90+3’ |
| C               | 16 | Bruno Fernandes   | 81’   |
| A               | 7  | Cristiano Ronaldo |       |
| A               | 17 | Gonçalo Guedes    | 75’   |
| A               | 10 | Bernardo Silva    |       |
| A disposizione: |    |                   |       |
| P               | 12 | José Sá           |       |
| P               | 22 | Beto              |       |
| D               | 2  | João Cancelo      |       |
| C               | 8  | João Moutinho     | 81’   |
| A               | 9  | Dyego Sousa       |       |
| A               | 11 | Diogo Jota        |       |
| C               | 15 | Rafa Silva        | 75’   |
| C               | 18 | Rúben Neves       | 90+3’ |
| D               | 19 | Mário Rui         |       |
| C               | 21 | Pizzi             |       |
| A               | 23 | João Félix        |       |
| Allenatore:     |    |                   |       |
| Fernando Santos |    |                   |       |

| P               | 1  | Jasper Cillessen    |       |     |
| D               | 22 | Denzel Dumfries     | 88’   |     |
| D               | 3  | Matthijs de Ligt    |       |     |
| D               | 4  | Virgil van Dijk     | 90+1’ |     |
| D               | 17 | Daley Blind         |       |     |
| C               | 15 | Marten de Roon      |       | 81’ |
| C               | 21 | Frenkie de Jong     |       |     |
| C               | 8  | Georginio Wijnaldum |       |     |
| A               | 7  | Steven Bergwijn     |       | 60’ |
| A               | 10 | Memphis Depay       |       |     |
| A               | 9  | Ryan Babel          |       | 46’ |
| A disposizione: |    |                     |       |     |
| P               | 13 | Kenneth Vermeer     |       |     |
| P               | 23 | Marco Bizot         |       |     |
| D               | 2  | Hans Hateboer       |       |     |
| D               | 5  | Nathan Aké          |       |     |
| C               | 6  | Davy Pröpper        |       |     |
| A               | 11 | Quincy Promes       |       | 46’ |
| D               | 12 | Patrick van Aanholt |       |     |
| D               | 14 | Stefan de Vrij      |       |     |
| C               | 16 | Kevin Strootman     |       |     |
| C               | 18 | Tonny Vilhena       |       |     |
| A               | 19 | Luuk de Jong        |       | 81’ |
| C               | 20 | Donny van de Beek   |       | 60’ |
| Allenatore:     |    |                     |       |     |
| Ronald Koeman   |    |                     |       |     |

| Assistenti arbitrali: Roberto Alonso Fernández (Spagna) Juan Yuste Jiménez (Spagna) Quarto ufficiale: Antonio Mateu Lahoz (Spagna) Assistente di riserva: Raúl Cabañero Martínez (Spagna) VAR: Alejandro Hernández Hernández (Spagna) Assistente al VAR: Juan Martínez Munuera (Spagna) | Regole dell'incontro - due tempi regolamentari da 45 minuti ciascuno; - due tempi supplementari da 15 minuti ciascuno in caso di parità; - tiri di rigore in caso di ulteriore parità; inizialmente cinque per squadra, e a oltranza fino a spareggio in caso di ulteriore parità; - numero massimo di 23 giocatori per squadra a referto (11 in campo e 12 come potenziali sostituti); - tre sostituzioni permesse nei tempi regolamentari; una quarta permessa nei tempi supplementari. |

## Statistiche
| Statistiche       | Portogallo | Paesi Bassi |
| ----------------- | ---------- | ----------- |
| Reti segnate      | 0          | 0           |
| Tiri totali       | 12         | 1           |
| Tiri in porta     | 4          | 0           |
| Parate            | 0          | 4           |
| Possesso palla    | 41%        | 59%         |
| Calci d'angolo    | 6          | 1           |
| Falli commessi    | 4          | 6           |
| Fuorigioco        | 1          | 0           |
| Cartellini gialli | 0          | 0           |
| Cartellini rossi  | 0          | 0           |

| Statistiche       | Portogallo | Paesi Bassi |
| ----------------- | ---------- | ----------- |
| Reti segnate      | 1          | 0           |
| Tiri totali       | 7          | 4           |
| Tiri in porta     | 3          | 1           |
| Parate            | 3          | 2           |
| Possesso palla    | 50%        | 50%         |
| Calci d'angolo    | 4          | 3           |
| Falli commessi    | 2          | 7           |
| Fuorigioco        | 1          | 2           |
| Cartellini gialli | 0          | 2           |
| Cartellini rossi  | 0          | 0           |

| Statistiche       | Portogallo | Paesi Bassi |
| ----------------- | ---------- | ----------- |
| Reti segnate      | 1          | 0           |
| Tiri totali       | 19         | 5           |
| Tiri in porta     | 7          | 1           |
| Parate            | 3          | 6           |
| Possesso palla    | 45%        | 55%         |
| Calci d'angolo    | 10         | 4           |
| Falli commessi    | 6          | 13          |
| Fuorigioco        | 2          | 2           |
| Cartellini gialli | 0          | 2           |
| Cartellini rossi  | 0          | 0           |